# Timeless (UVERworldのアルバム)
『Timeless』（タイムレス）は、日本のロックバンド・UVERworldが2006年2月15日にgr8!recordsから発売した1枚目のオリジナルアルバムである。
同年11月22日には、DVDを同梱した期間生産限定盤である『Timeless (Special Edition)』として再発売された。

## 内容
初のオリジナルアルバム。結成直後に制作したものからメジャーデビュー後に生まれた楽曲まで幅広く収録されている。克哉曰く「今までの集大成といえる作品」。タイトルには、10年以上経っても聴ける賞味期限のない作品という意味が込められている。
期間生産限定盤を除き初回プレスとして、デジパック仕様のとジャケットが異なる特殊スリーブケース仕様の2タイプが存在（次アルバムの通常盤のみ初回プレスも本アルバムの特殊スリーブ仕様となっている）し、どちらもラメ箔が封入されている。
期間生産限定盤には、本作に収録された既発シングルのMV、および「welcome to UVERworld [complete]」（3rdシングル『just Melody』初回生産限定盤の収録映像）に追加映像を加え再編集したDVDが付属する。
オリコンチャート初登場5位を獲得。アルバム作品として初のトップ5入りを果たした。

## 収録曲
| 全編曲: UVERworld & 平出悟。 |                                |                     |                  |       |
| #                            | タイトル                       | 作詞                | 作曲             | 時間  |
| 1.                           | 「CHANCE!」                    | TAKUYA∞             | TAKUYA∞          | 4:31  |
| 2.                           | 「トキノナミダ」               | TAKUYA∞             | 克哉             | 3:44  |
| 3.                           | 「Rush」                       | TAKUYA∞ / Alice ice | TAKUYA∞          | 3:24  |
| 4.                           | 「D-tecnoLife」                | TAKUYA∞             | TAKUYA∞          | 3:54  |
| 5.                           | 「優しさの雫」                 | TAKUYA∞ / Alice ice | TAKUYA∞ / 彰     | 5:04  |
| 6.                           | 「ai ta 心」(Album Version)    | TAKUYA∞             | TAKUYA∞          | 3:17  |
| 7.                           | 「Burst」                      | TAKUYA∞ / Alice ice | TAKUYA∞          | 2:54  |
| 8.                           | 「Nitro」                      | TAKUYA∞ / Alice ice | TAKUYA∞ / 彰     | 3:34  |
| 9.                           | 「just Melody」(Album Version) | TAKUYA∞ / Alice ice | TAKUYA∞ / 彰     | 5:38  |
| 10.                          | 「Lump Of Affection」          | TAKUYA∞ / Alice ice | TAKUYA∞          | 4:25  |
| 11.                          | 「扉」                         | TAKUYA∞ / Alice ice | TAKUYA∞          | 5:29  |
| 12.                          | 「SE」                         |                     | TAKUYA∞ / 平出悟 | 3:11  |
| 13.                          | 「D-tecnoLife」(Album Version) |                     |                  | 4:34  |
| 合計時間:                    | 合計時間:                      | 合計時間:           | 合計時間:        | 53:39 |

### 解説
1. CHANCE!
2ndシングルの表題曲。
2. トキノナミダ
3. Rush
4. D-tecnoLife
1stシングルの表題曲。
5. 優しさの雫
サックスを取り入れた楽曲で、発売当時サポートメンバーだった誠果が参加している。のちに6thシングル「君の好きなうた」のカップリング曲としてアコースティックバージョンが収録された。
6. ai ta 心 (Album Version)
1stシングルのカップリング2曲目のアルバムバージョン。
7. Burst
8. Nitro
9. just Melody (Album Version)
3rdシングル表題曲のアルバムバージョン。
10. Lump Of Affection
11. 扉
12. SE
インストゥルメンタル。
13. D-tecnoLife (Album Version)
1stシングルの表題曲のアルバムバージョン。

## 参加ミュージシャン
UVERworld
- TAKUYA∞：Vocal & Programming
- 克哉：Guitar
- 彰：Guitar
- 信人：Bass
- 真太郎：Drums

Support Musician
- Seika：Sax (#5)

## タイアップ
- PlayStation Portable専用ゲームソフト『BLEACH 〜ヒート・ザ・ソウル2〜』CMソング (#1)
- PlayStation Portable専用ゲームソフト『BLEACH 〜ヒート・ザ・ソウル2〜』オープニングテーマ (#1)
- テレビ東京系列アニメ『BLEACH』第2オープニングテーマ (#4,13)